# Паста алла норма
Паста алла норма (итал. Pasta alla Norma) — традиционное блюдо сицилийской кухни, из макаронных изделий с баклажанами, томатами, базиликом и сыром. Родина блюда — портовый город Катанья, расположенный на восточном побережье острова Сицилия у подножья вулкана Этна.

## История
Своё название блюдо получило, как утверждают историки, благодаря известному итальянскому деятелю литературы и театра XIX-XX в.в. Нино Мартольо. Попробовав пасту, маэстро заявил: «Chista è ‘na vera Norma!» («Вот это — настоящая Норма!»), сравнивая совершенство блюда со знаменитой оперой Беллини. Название прижилось и стало международно известным. Блюдо входит в ассортимент многих известных кулинаров — к примеру, Джейми Оливера.

## Ингредиенты
В качестве макаронных изделий используются маккерони или пенне (допускается также использование спагетти). Изюминкой блюда служат баклажаны; в качестве сыра в классическом рецепте употребляется выдержанная рикотта, в качестве замены — пекорино или пармезан. В большинстве рецептов упоминаются томаты (свежие или консервированные). Некоторые кулинары допускают замену базилика мятой (или использование обеих пряных трав). Также в состав блюда входят лук и оливковое масло.